# Sabal yapa
Sabal yapa är en enhjärtbladig växtart som beskrevs av Charles Wright och Odoardo Beccari. Sabal yapa ingår i släktet Sabal och familjen Arecaceae. Inga underarter finns listade i Catalogue of Life.

## Bildgalleri

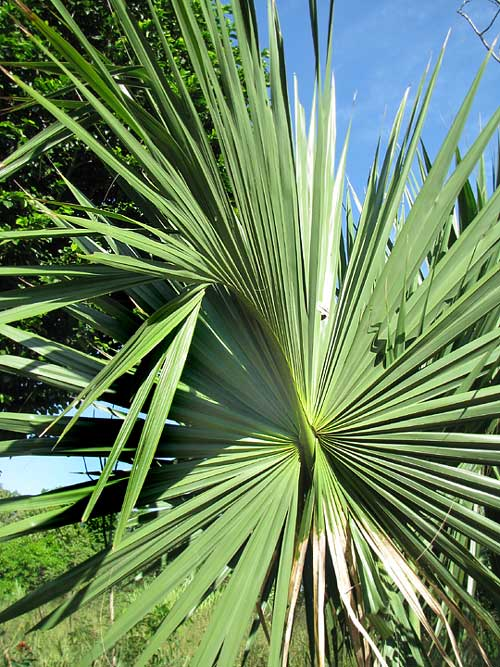